# World Athletics Relays 2021 - Staffetta 4×200 metri femminile
Alle World Athletics Relays, la staffetta 4×200 metri femminile si è svolta con finale diretta il 2 maggio presso lo Stadio della Slesia di Chorzów, in Polonia.

## Risultati

### Finale
La finale si è disputata a partire dalle ore 19:59 del 2 maggio.
| Pos. | Paese     | Atleti                                                                    | Tempo   | Note                                     |
| ---- | --------- | ------------------------------------------------------------------------- | ------- | ---------------------------------------- |
| 1    | Polonia   | Paulina Guzowska Kamila Ciba Klaudia Adamek Marlena Gola                  | 1'34"98 | Record nazionale                         |
| 2    | Irlanda   | Aoife Lynch Kate Doherty Sarah Quinn Sophie Becker                        | 1'35"93 | Record nazionale                         |
| 3    | Ecuador   | Ángela Tenorio Virginia Villalba Marizol Landázuri Anahí Suárez           | 1'36"86 | Miglior prestazione personale stagionale |
| 4    | Danimarca | Louise Østergaard Emma Beiter Bomme Mathilde U. Kramer Mette Graversgaard | 1'37"80 | Record nazionale                         |
| 5    | Kenya     | Joan Cherono Doreen Waka Monica Safania Maximila Imali                    | 1'38"26 | Record nazionale                         |